# Hans Wagner (Komponist)
Hans Wagner (* 1. Januar 1980 in Berlin) ist ein österreichischer Komponist, Sänger, Tonmeister und Musiker.

## Leben
Hans Wagner gründete während seines Tonmeister-Studiums an der Wiener Universität für Musik und darstellende Kunst im Jahr 2006 die Band Neuschnee, die Elemente der klassischen Musik und des Pops miteinander verbindet, bald darauf gemeinsam mit Hubert Weinheimer die Formation Das trojanische Pferd und im Jahr 2012 rief er gemeinsam mit Vlado Dzihan die Band Hans im Glück ins Leben. Zudem betätigt er sich als Theater- und Filmkomponist und spielt Violoncello, Klavier und Gitarre.

## Diskografie
- 2008: Wegweiser (Neuschnee, Problembär Records)
- 2009: Das trojanische Pferd (Das trojanische Pferd, Cheap Records)
- 2011: Bipolar (Neuschnee, Problembär Records)
- 2012: Hans im Glück (Couch Records / Hoanzl)
- 2012: Wut & Disziplin (Das trojanische Pferd, Problembär Records)
- 2015: Dekadenz (Das trojanische Pferd, Monkey)
- 2016: Schneckenkönig (Neuschnee, Problembär Records)
- 2018: Okay (Neuschnee, Problembär Records)
- 2023: Der Lärm der Welt (Neuschnee, LasVegas Records)

## Filmografie (Auswahl)
- 2011: Tomorrow you will leave (Regie: Martin Nguyen, Dokumentarfilm)
- 2012: Local Heroes (Regie: Henning Backhaus, Langspielfilm)
- 2016: Menandros & Thaïs (Regie: Antonín Šilar, Ondřej Cikán, Langspielfilm)